# Unione dei comuni Amiata Val d'Orcia
L'Unione dei comuni Amiata Val d'Orcia est une union de communes de la province de Sienne, en Toscane, qui s'étend sur les territoires du mont Amiata et de la Val d'Orcia.
Elle comprend les communes de:
- - Abbadia San Salvatore
  - Castiglione d'Orcia
  - Piancastagnaio
  - Radicofani
  - San Quirico d'Orcia